# American Helicopter XH-26 Jet Jeep
El American Helicopter XH-26 Jet Jeep (conocido como XA-8 por el fabricante) fue un helicóptero de reactor de punta de pala experimental desarrollado en 1951 por la American Helicopter Company para cubrir una solicitud del Ejército y la Fuerza Aérea (USAF) estadounidenses por un helicóptero de observación plegable y lanzable en paracaídas.

## Diseño y desarrollo
El diseño del helicóptero ligero monoplaza Model XA-8 original comenzó en 1951 bajo el patronazgo del Cuerpo de Transporte del Ejército de los Estados Unidos y la USAF. La especificación del Ejército de 1950 había solicitado un helicóptero ligero desarmado para un tripulante que tenía que ser plegable, capaz de ser lanzado en paracaídas a tropas en terreno accidentado, y capaz de ser montado rápidamente con herramientas sencillas. El helicóptero debía usarse para la observación ligera y como vehículo lanzable de rescate para tripulaciones derribadas. Tras una revisión de todas las propuestas, American Helicopter fue agraciada con el contrato de desarrollo en junio de 1951, basado en su propuesta de diseño XA-8. El primero de cinco prototipos XH-26 voló en enero de 1952.
El XH-26 estaba construido de aluminio, excepto el fuselaje trasero, que era de fibra de vidrio laminada, y poseía una cabina de forma piramidal y bien acristalada. Cuando estaba plegado, su contenedor de 1,52x1,52x4,27 m cabía en un remolque que podía ser remolcado por un jeep militar. Aligerado para el lanzamiento en paracaídas, el Jet Jeep pesaba menos de 136 kg (300 libras), y podía ser montado por dos hombres en 20 minutos justos. El XH-26 no usaba mecanismos, o un motor interno como otros helicópteros. En su lugar, el Jet Jeep estaba propulsado por dos motores pulsorreactores XPJ49 de 17,15 cm montados al final de cada punta de pala del rotor como reactores de punta. También diseñados por American Helicopter, cada pulsorreactor pesaba 7,26 kg, aunque producía 15,88 kg de empuje, y se encendía con un sistema interno de aire comprimido. Como los motores no necesitaban calentarse, el XH-26 podía despegar en solo 30 segundos. Los pulsorreactores no producían par de torsión, y el pequeño rotor de cola accionado por correa se usaba solo para mejorar el control direccional. Los únicos elementos mecánicos que tenían que ser reemplazados después de muchas horas eran las palas de las entradas de aire, que eran pequeñas y baratas y podían ser reemplazadas con una herramienta pequeña en minutos.
American Helicopter eligió el nombre "Jet Jeep" porque el XH-26 podía ser usado como un jeep, pero en el aire. Podía ser transportado por un jeep, e incluso usaba el mismo combustible. El XH-26 podía ser lanzado por aire y ser montado, listo para volar, en 20 minutos.

## Historia operacional
Tanto el Ejército como la USAF evaluaron los cinco prototipos Jet Jeep. Demostraron ser vehículos fuertes y duraderos, con una velocidad máxima de 128,75 km/h y un techo de 2133 m (7000 pies). Desafortunadamente, los pulsorreactores producían una cantidad inaceptable de ruido y la resistencia de los motores, en el caso de una pérdida de potencia, no permitirían aterrizajes seguros mediante autorrotación. Por estas dos razones, el Ejército encontró inadecuados los helicópteros de pulsorreactores, mientras que los tenía con estatorreactores. Finalmente, consideraciones monetarias forzaron la cancelación del programa. Se sugirió la sustitución de los pulsorreactores del XH-26 por estatorreactores, pero nunca de llevó a cabo; sin embargo, el helicóptero Hiller YH-32 Hornet se construyó usando estatorreactores de punta de pala.

## Operadores
Estados Unidos
- Fuerza Aérea de los Estados Unidos
- Ejército de los Estados Unidos

## Supervivientes
- 50-1840: XH-26 almacenado en el United States Army Aviation Museum en Ozark (Alabama).[3][4]
- 50-1841: XH-26 en exhibición estática en el Museo Nacional de la Fuerza Aérea de Estados Unidos en Dayton (Ohio).[5][6]

## Especificaciones (XH-26)

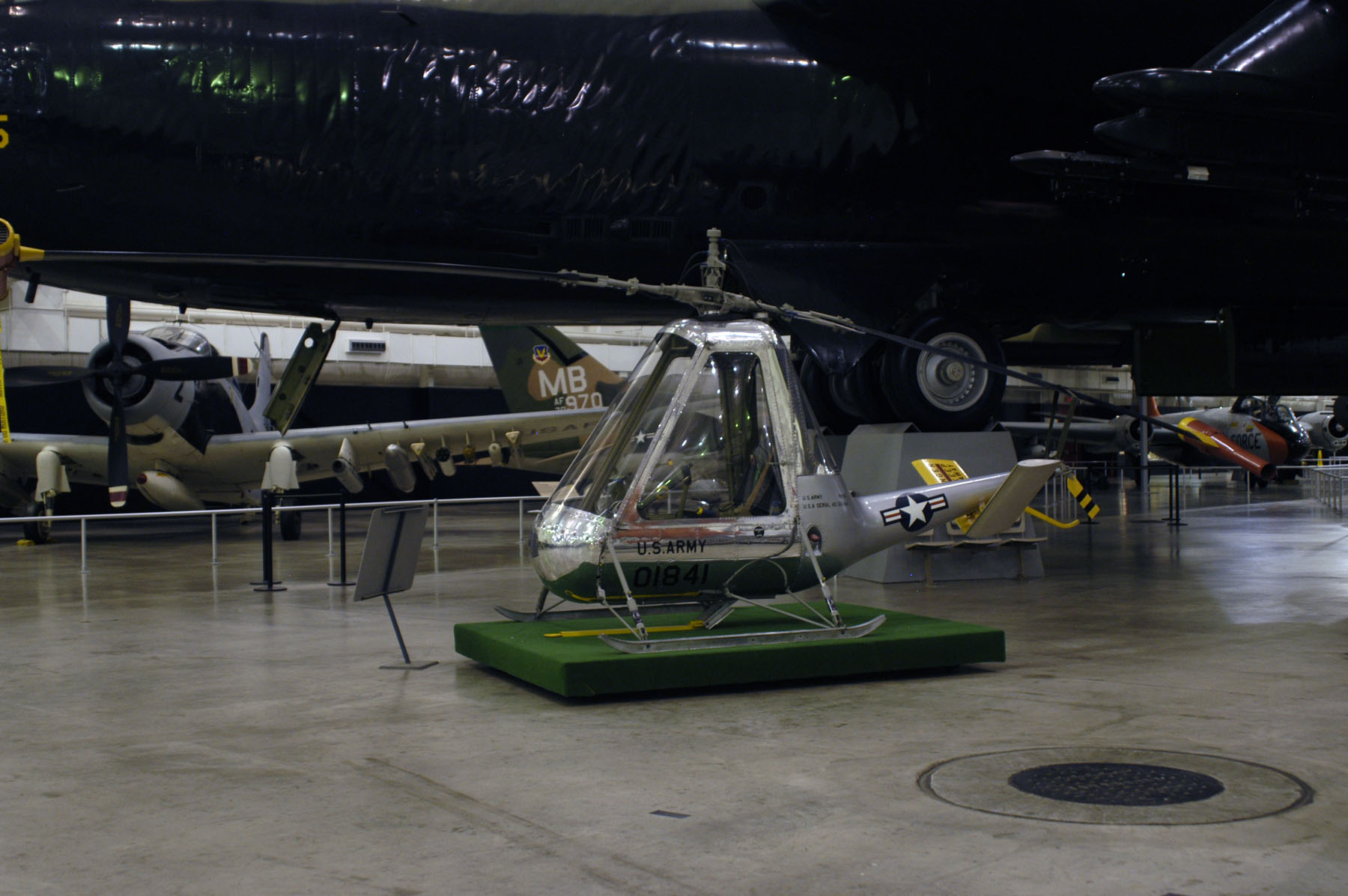
XH-26 en el Museo Nacional de la Fuerza Aérea de Estados Unidos.

Referencia datos: The Illustrated Encyclopedia of Helicopters

### Características generales
- Tripulación: Uno (piloto)
- Longitud: 3,7 m (12,2 ft)
- Diámetro rotor principal: 8,2 m (27 ft)
- Altura: 1,9 m (6,2 ft)
- Peso vacío: 135 kg (297,5 lb)
- Peso cargado: 320 kg (705,3 lb)
- Planta motriz: 2× pulsorreactor American Helicopter XPJ49-AH-3.
  - Potencia: 0,2 kN (35 lbf) cada uno.

### Rendimiento
- Velocidad máxima operativa (Vno): 135 km/h (84 MPH; 73 kt)
- Alcance: 168 km (91 nmi; 104 mi)
- Techo de vuelo: 2134 m (7001 ft)

## Aeronaves relacionadas

### Aeronaves similares
- Hiller YH-32 Hornet
- Fairey Jet Gyrodyne

### Secuencias de designación
- Secuencia H-_ (Helicópteros de la USAF, 1948-1962): ← H-23 - H-24 - H-25 - H-26 - H-27 - H-28 - H-29 →